# Pelomonas
Genre
Pelomonas est un genre de bactéries à coloration Gram négative de la famille des Comamonadaceae (ordre des Burkholderiales, classe des Betaproteobacteria).

## Systématique
Le genre Pelomonas a été créé en 2005 par les bactériologistes et microbiologistes japonais Cheng-Hui Xie (d) et Akira Yokota (d),.
L'espèce type, Pelomonas saccharophila, a été initialement décrite en 1940 par le microbiologiste américain Michael Doudoroff (d) (1911-1975) sous le basionyme Pseudomonas saccharophila puis reclassée en 2005 dans le genre Pelomonas par Xie et Yokota.

## Étymologie
Le nom générique, Pelomonas, signifie « bactérie de la vase » (du grec pelos, « la vase », et du grec monas, « l'unité, bactérie »).

## Morphologie
Ce sont des bacilles de 3,0 à 4,0 μm de long et 0,5 μm de diamètre. Les cellules sont motiles à l'aide d'un seul flagelle polaire.

## Culture
Les colonies sont grises, rondes et opaques, croissant dans un plage de température de 15 à 42 °C avec un optimum entre 30 et 35 °C. La croissance est inhibée à une concentration supérieure à 2,5%.
Elles peuvent pousser sur milieu de culture sélectif composé de KH2O4, 4,4 g ; Na2HPO4, 4,8 g ; NH4Cl, 1,0 g ; MgSO4,7H2O, 0,5 g ; citrate d'ammonium ferrique, 50,0 mg ; CaCl2, 6,5 mg ; saccharose, 1,0 g ; eau distillée, 1,0 l.

## Métabolisme
Les cellules accumulent des granules de PHB.
Des activités catalase et oxydase sont détectées.
Positif pour les réactions de liquéfaction de la gélatine et d'hydrolyse de l'amidon, négatif pour la réaction de dénitrification, et les activités arginine dihydrolase et lipase.
Les bactéries du genre Pelomonas possèdent le gène nifH codant une nitrogénase et sont donc capables de fixer l'azote.
Elles peuvent croître de manière autotrophe en présence d'hydrogène mais ne sont pas photoautotrophes.
Le contenu de l'ADN en G+C est de 69,1 mol%.
Les acides gras les plus abondants sont le 16 : 1ω7c, 16 : 0 (acide palmitique) et 18 : 1ω7c.
Les acides gras hydroxylés majoritaires sont le 10 : 0 3-OH et le 12 : 0 2-OH.
L'ubiquinone-8 est le composé majeur du système ubiquinone.

## Habitat
Les espèces du genre Pelomonas vivent dans les sédiments.

## Liste des espèces
Selon la LPSN - List of Prokaryotic names with Standing in Nomenclature le genre Pelomonas est représenté par trois espèces :
- Pelomonas aquatica Gomila et al., 2007[5]
- Pelomonas puraquae Gomila et al., 2007[5]
- Pelomonas saccharophila (Doudoroff, 1940) Xie & Yokota, 2005[1]

## Publication originale
- (en) Cheng-Hui Xie et Akira Yokota, « Reclassification of Alcaligenes latus strains IAM 12599T and IAM 12664 and Pseudomonas saccharophila as Azohydromonas lata gen. nov., comb. nov., Azohydromonas australica sp. nov. and Pelomonas saccharophila gen. nov., comb. nov., respectively », International Journal of Systematic and Evolutionary Microbiology, Society for General Microbiology (d), vol. 55, no 6,‎ 1er novembre 2005, p. 2419-2425 (ISSN 1466-5026 et 1466-5034, OCLC 807119723, PMID 16280506, DOI 10.1099/IJS.0.63733-0, lire en ligne).
- et son correctif (en) Cheng-Hui Xie et Akira Yokota, « Reclassification of Alcaligenes latus strains IAM 12599T and IAM 12664 and Pseudomonas saccharophila as Azohydromonas lata gen. nov., comb. nov., Azohydromonas australica sp. nov. and Pelomonas saccharophila gen. nov., comb. nov., respectively », International Journal of Systematic and Evolutionary Microbiology, Society for General Microbiology (d), vol. 56, no 2,‎ 1er février 2006, p. 497 (ISSN 1466-5026 et 1466-5034, OCLC 807119723, DOI 10.1099/00207713-56-2-497).